# Trajno djevičanstvo Djevice Marije
Trajno djevičanstvo Djevice Marije kršćanska je dogma da je Djevica Marija, Isusova majka, bila djevica „prije, za vrijeme i nakon” Isusova rođenja. U zapadnom kršćanstvu, Katolička Crkva se pridržava ove doktrine, kao i neki protestanti (luterani, anglikanci, kalvinisti). Šenuda III., papa Koptske pravoslavne crkve, potvrdio je učenje, a istočne pravoslavne crkve priznaju Mariju kao Aeiparthenos, što znači „vazda djevica”. To je jedna od četiriju marijanskih dogmi Katoličke Crkve. 
Tradicija o trajnom djevičanstvu Djevice Marije prvi se put pojavljuje u tekstu iz kasnog 2. stoljeća koji se zove Jakovljevo protoevanđelje. Drugi carigradski sabor 553. dao joj je naslov Aeiparthenos ('vazda djevica'), a na Lateranskoj sinodi 649., papa Martin I. naglasio je trostruki karakter vječnog djevičanstva, prije, za vrijeme i nakon Kristova rođenja. 
Do rana 4. stoljeća širenje monaštva promicalo je celibat kao idealno stanje, i uspostavljena je moralna hijerarhija s brakom koji je zauzimao treći rang ispod doživotnog djevičanstva i udovništva. Teolog Helvidije usprotivio se Marijinu djevičanstvi i tvrdio da su oba stanja, djevičanstvo i brak, jednaki. Njegov suvremenik sv. Jeronim, shvaćajući da bi to dovelo do toga da Majka Božja zauzme niže mjesto na nebu od djevica i udovica, branio je njezino trajno djevičanstvo u svojemu utjecajnom djelu Protiv Helvidija (Vječno djevičanstvo blažene Marije), izdanu oko 383. godine.
Luteranski članci Smalcald (1537.) i Reformirana druga helvetska ispovijest (1562.) također su kodificirali doktrinu o trajnom djevičanstvu Djevice Marije.